# Henryk Słowiński (agronom)
Henryk Słowiński (ur. 8 maja 1926 w Lipnikach, zm. 18 sierpnia 2018) – polski agronom, prof. dr hab.

## Życiorys
W czasie II wojny światowej wziął udział w bitwie pod Moczulanką. Był absolwentem Uniwersytetu Wrocławskiego i Szkoły Głównej Gospodarstwa Wiejskiego w Warszawie, w 1992 r. otrzymał tytuł profesora nauk rolniczych.
Pracował w Katedrze Szczegółowej Uprawy Roślin na Wydziale Rolniczym Akademii Rolniczej we Wrocławiu.

## Odznaczenia i wyróżnienia
- Nagroda Rektora (dziesięciokrotnie)[1]
- Krzyż Kawalerski Orderu Odrodzenia Polski[1]
- Złoty Krzyż Zasługi[1]
- Nagroda Ministra Nauki, Szkolnictwa Wyższego i Techniki[1]